# Maria Stypułkowska-Chojecka
Maria Stypułkowska-Chojecka, née le 24 septembre 1926 à Varsovie et morte le 5 février 2016 dans la même ville, est une scout, résistante, pédagogue et infirmière polonaise. Membre de l'Armia Krajowa, elle participe à l'insurrection de Varsovie en 1944 comme agente de liaison et infirmière au sein du bataillon Parasol. Après des études en pédagogie, elle travaille pendant quinze ans dans une maison d'édition de livres scolaires tout en s'impliquant dans les associations d'anciens combattants. En 1990, elle fonde une clinique pour vétérans dans laquelle elle travaille bénévolement jusqu'en 1999.

## Biographie
Maria Stypułkowska naît le 24 septembre 1926 dans le district de Wola, à Varsovie, en Pologne. Elle est fille unique d'Irena (née Obrzydowska) et Jan Stypułkowski. En 1937, à onze ans, Maria Stypułkowska entre dans la 58e troupe d'éclaireuses scoutes de Varsovie

### Seconde Guerre mondiale
En septembre 1939, lorsque éclate la Seconde Guerre mondiale avec l'invasion de la Pologne par l'Allemagne nazie, elle participe à des missions à la gare de Varsovie, avenue Aleje Jerozolimskie : elle vient en aide aux blessés, aux personnes âgées et aux réfugiés fuyant l'avancée des troupes allemandes. Avec d'autres adolescentes de sa troupe scoute, elle s'occupe d'enfants dans son immeuble et leur donne des cours d'histoire, de géographie et de polonais, ces matières ayant été retirées des programmes scolaires par l'occupant allemand.
Maria Stypułkowska entre avec sa troupe scout dans l'Armia Krajowa en août 1942, sous le pseudonyme de Kama, un nom inspiré par l'héroïne un roman d'Andrzej Strug. Elle fait partie du deuxième peloton du Kedyw, connu sous les noms de code « Agat », « Pegaz » puis « Parasol ». Elle est formée aux soins et à la communication en plus de sa formation militaire.
Elle devient agente de liaison, puis participe aux assassinats de plusieurs officiers allemands en faisant de la reconnaissance et du guet. Elle prend notamment part à l'assassinat du général SS Franz Kutschera, chef de la police du Reich en Pologne, le 1er février 1944, avec d'autres membres du Kedyw. Avec deux autres résistantes, elle observe Kutschera pendant plusieurs semaines et fournit des informations au commando sur ses trajets et son agenda, ce qui permet de l'identifier et de déterminer le moment opportun pour l'attaque.

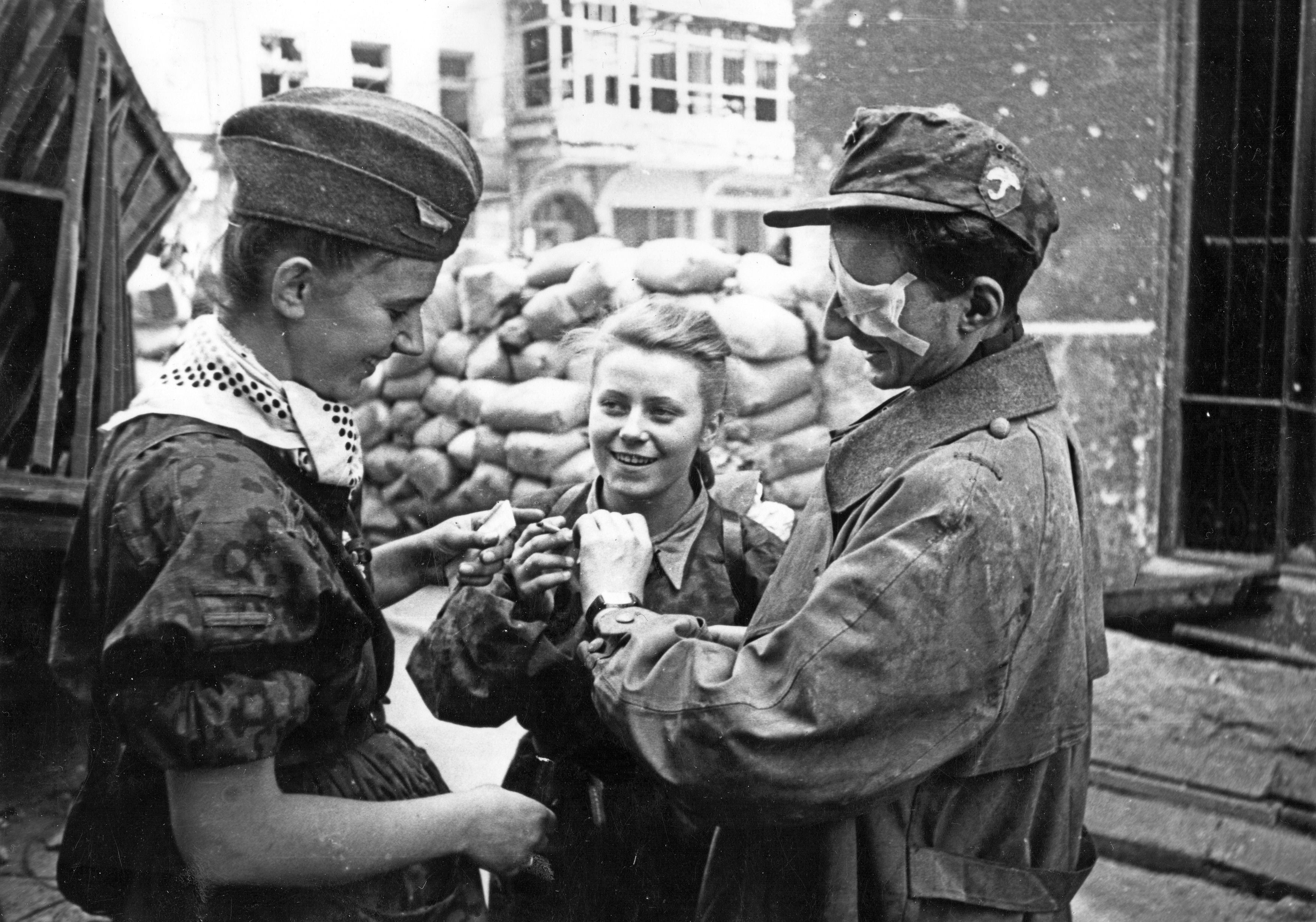
Maria Stypułkowska-Chojecka durant l'insurrection de Varsovie en 1944 (au centre de l'image), avec deux autres membres du bataillon Parasol.

Quand débute l'insurrection de Varsovie, le 1er août 1944, Maria Stypułkowska a 17 ans. Elle est chargée de préparer des repas à l'hôpital Karol et Maria, dans le district de Wola. Elle demande à être transférée à une autre unité et devient officier de liaison du bataillon Parasol. Elle organise ensuite le transport des blessés et gère un point de soins dans un appartement rue Ulica Nowomiejska jusqu'au 31 août 1944. Elle doit ensuite évacuer les blessés à travers les égouts face à l'avancée des troupes allemandes et la chute de la vieille ville dans la nuit du 31 au 1er septembre. Elle continue comme agent de liaison et rejoint le groupe Radosław qui combat à Mokotów. Elle fête ses 18 ans pendant l'insurrection, le 24 septembre. Deux jours plus tard, elle s'échappe à travers les égouts et rejoint le quartier de Południowe dans l'arrondissement de Śródmieście.
Le 4 ou 5 octobre 1944, Maria Stypułkowska, son père et sa grand-mère quittent Varsovie avec les autres civils de la ville expulsés par les Allemands après la reddition de la résistance polonaise. La famille s'installe près de Sochaczew puis à Częstochowa, où s'est réfugiée la mère Irena. Maria et ses parents retournent à Varsovie en février 1945, après la libération de la ville par l'Armée rouge.
Elle reçoit de nombreuses décorations de guerre pour son engagement.

### Après la guerre

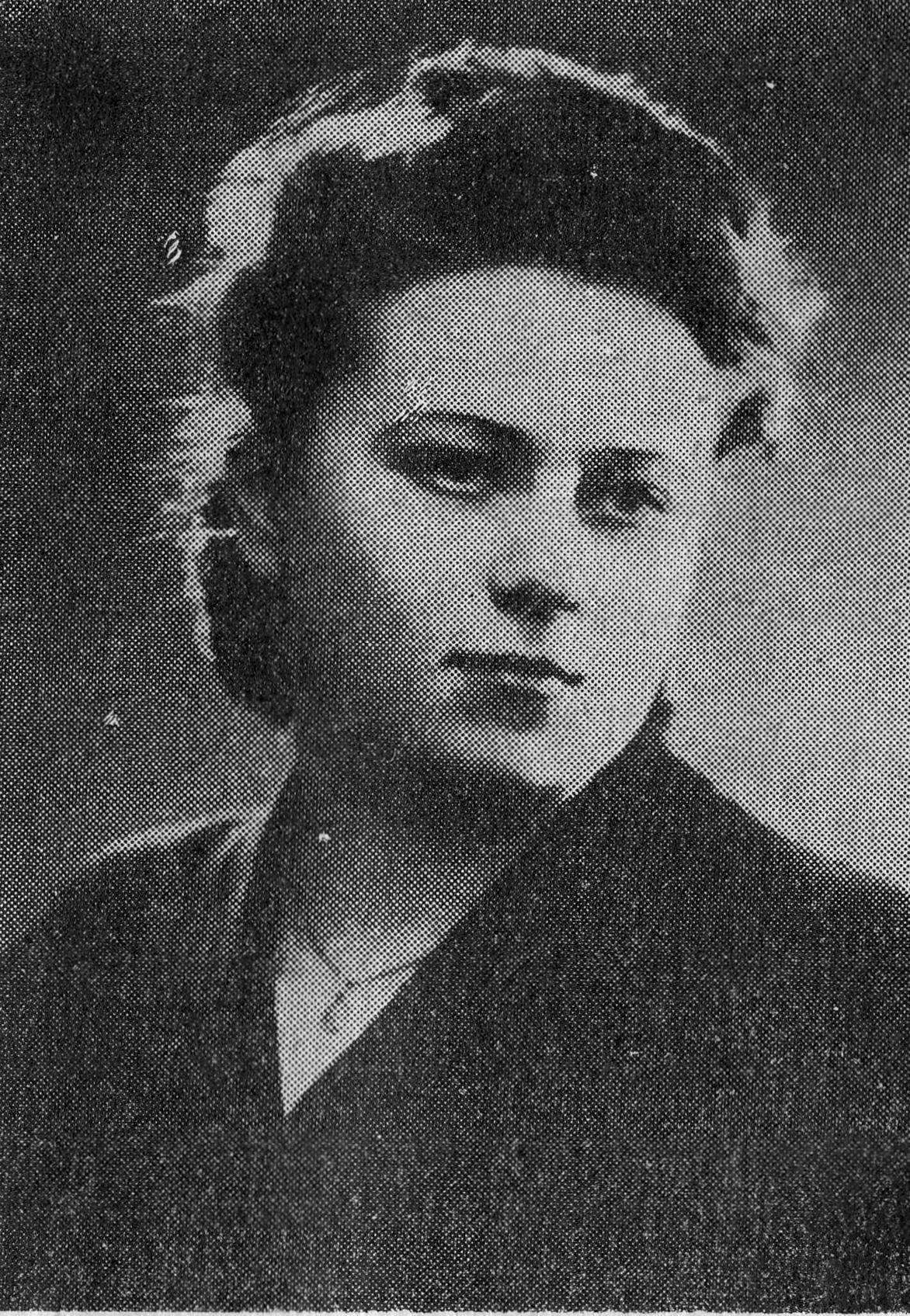
Maria Stypułkowska-Chojecka avant 1959.

Après la fin de la guerre, Maria Stypułkowska commence une relation avec un autre combattant du bataillon Parasol, Jerzy Chojecki. Néanmoins, ce dernier est arrêté par la police secrète (Urząd Bezpieczeństwa) du nouveau régime communiste et Maria est forcée de se cacher dans la région de Lublin. Son compagnon est finalement libéré et le couple se marie le 11 novembre 1945 (ou 1949 selon les sources). Maria Stypułkowska-Chojecka travaille dans l'entreprise hôtelière et de transport public Orbis (en) pendant que son mari étudie ; ensuite, une fois qu'il obtient un travail, c'est à son tour d'entamer des études.
En 1949, Maria Stypułkowska-Chojecka donne naissance à Mirosław Chojecki (en). Ce dernier devient un cinéaste et militant contre le régime communiste de la République populaire de Pologne,. Elle a un autre fils, Sławomir, en 1954. Tout en s'occupant de ses enfants et de son foyer, elle suit des études au Lycée d'enseignement général (en). En 1963, elle commence des études supérieures en pédagogie à l'université de Varsovie et obtient son diplôme en 1968.
Maria Stypułkowska-Chojecka est employée par une maison d'édition de livres pédagogiques, Wydawnictwa Szkolne i Pedagogiczne (en) durant quinze ans. Elle travaille dans le comité de rédaction de la revue mensuelle Oświata Dorosych, où elle traite des questions de pédagogie et de psychologie. En 1983, elle prend sa retraite.
Elle s'implique dans les associations d'anciens soldats de l'Armia Krajowa, en particulier ceux du bataillon Parasol, ainsi que l'association des rangs gris, les scouts de Pologne ayant combattu pendant la guerre.

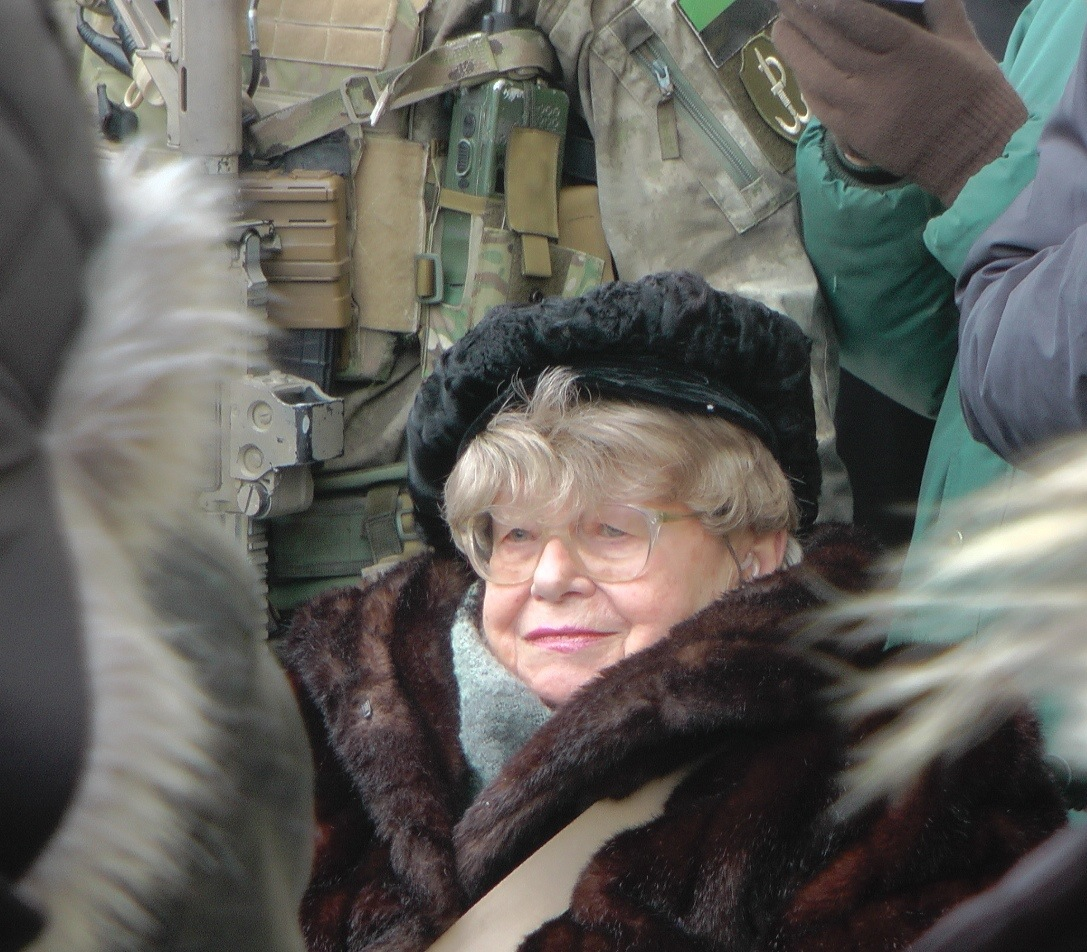
Maria Stypułkowska-Chojecka en 2014, lors de la commémoration de l'opération Kutschera (assassinat de Franz Kutschera) 70 ans après les faits.

En 1989-1990, elle fonde une clinique pour les vétérans de guerre, où elle travaille comme bénévole jusqu'en 1999. Elle participe également à la création du musée de l'insurrection de Varsovie.
Maria Stypułkowska-Chojecka reçoit en 2007 le rang de major dans l'armée polonaise. Elle meurt le 5 février 2016 à Varsovie, à l'âge de 89 ans. Elle reçoit les honneurs militaires lors de ses funérailles, auxquelles assistent le président Bronisław Komorowski et son épouse, les sénateur Bogdan Borusewicz et Adam Bielan et la mairesse de Varsovie Hanna Gronkiewicz-Waltz. Elle est enterrée dans le cimetière militaire de Powązki.